# Bag
Bag je pomocná jednotka vyjadřující množství zboží, plodiny nebo suroviny, které se vyjadřuje v jednotkách hmotnosti. V češtině by tomuto slovu nejlépe odpovídalo slovo žok nebo i pytel, v angličtině třeba sack, což je zdejší jednotka užívaná pro uhlí.
Jednotka jako taková nemá pevně stanovené hodnoty, liší se nejen podle místa, ale i podle komodity respektive druhu zboží.

## Brazílie
- cukr – 50 kilogramů
- káva – 60 kilogramů

## Jihoafrická republika
- brambory, semeno lnu, mouka, pšenice – 68,04 kilogramů
- kukuřice, hrách, žito – 90,72 kilogramů (jednotka se také kdysi nazývala muid)

## Kanada
- brambory – 40,82 kilogramu
- cukrová řepa – 34,02 kilogramu

## Mexiko
- káva – 62,5 kilogramu

## Velká Británie
- suchary – 46,27 kilogramu
- kakao, ságo – 50,80 kilogramu
- mouka (s výjimkou mouky pšeničné) – 63,50 kilogramu
- bílý pepř, ledek – 76,20 kilogramu
- rýže – 101,60 kilogramu
- chmel a pšeničná mouka – 127,00 kilogramu
- černý pepř – 143,30 kilogramu

## Použitý zdroj
- Malý slovník jednotek měření, vydalo nakladatelství Mladá fronta v roce 1982, katalogové číslo 23-065-82